# Pino del Oro
Pino del Oro – gmina w Hiszpanii, w prowincji Zamora, w Kastylii i León, o powierzchni 29,57 km². W 2011 roku gmina liczyła 189 mieszkańców.